# Aluláteresztő szűrő

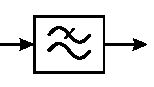
Az aluláteesztő szűrő áramköri jele

Az aluláteresztő szűrő (angolul low-pass filter, LPF) olyan áramkör, mely a továbbítandó jel alacsony frekvenciás összetevőit átengedi, a magas frekvenciásakat kiszűri. Az aluláteresztő szűrőt nevezik még felülvágó szűrőnek is. 
Ellentéte a felüláteresztő (avagy alulvágó) szűrő.

## Általános karakterisztikája
- Passband (magyarul átviteli sáv): az a frekvenciatartomány, amit a szűrő átenged
- Stopband (magyarul csillapítási sáv): az a frekvenciatartomány, amit a szűrő kiszűr
- Cutoff frequency: vágási frekvencia (f0)
- Gain: erősítés (A)
- Phase: fázisforgatás (φ)

## Felhasználása

### Hangtechnikában
- Erősítőknél, keverőknél magashang szabályozás (RC kör, R helyén szabályozható ellenállás)
- Kétutas hangdobozoknál a mélyhang leválasztása (LC kör)
- Utóelnyomás

### Analóg videotechnikában
- Ha a videójelet aluláteresztő szűrőn vezetjük át, akkor a kép apró részletei elmosódnak. Jelentősége a képzajszűrésben van.
- A képszinkronjel leválasztása a videojelről: az aluláteresztő szűrő kimenetén a szinkronjelek jelennek meg.
- A függőleges és vízszintes szinkronjel szétválasztása: az alulátersztő szűrő kimenetén a függőleges szinkronjel jelenik meg.

### Digitális jelfeldolgozás
- Kvantált hangjelen, hangfájlon magashang elnyomás
- Kvantált képjelen, képfájlon, videófájlon élsimító hatása van. Az élsimító eljárások az aluláteresztő szűrőre épülnek.
- Zajcsökkentő hatás képen és hangon is. A zajcsökkentő eljárások az aluláteresztő szűrőre épülnek.

## Megvalósítása

### RC szűrőként

#### Passzív RC szűrő
A legegyszerűbb aluláteresztő szűrő egy ellenállásból és kondenzátorból áll, az alábbi ábrán feltüntetett kapcsolási elrendezésben:
Az erősítés abszolút értéke:
{\displaystyle |A|={\frac {1}{\sqrt {1+2\omega ^{2}R^{2}C^{2}}}}}
Fázisforgatás:
{\displaystyle \phi =-\arctan(\omega RC)}
A kimeneti és bemeneti jel fáziskülönbsége φ(ω). Mivel ez ennél az áramkörnél negatív értékű, ezért a kimeneti szinuszos jel időben pozitív irányba tolódik el. A fáziskülönbségből kiszámíthatjuk, hogy mennyi a két jel közötti Δt időbeli eltolódás:
{\displaystyle T={\frac {1}{f}}={\frac {2\pi }{\omega }};\Delta t=\phi (\omega ){\frac {T}{2\pi }}}
Vágási frekvencia:
{\displaystyle f_{0}={\frac {1}{2\pi RC}}}
Ha {\displaystyle f>>f_{0}\Longrightarrow |A|\approx {\frac {1}{\omega RC}}\Longrightarrow } az erősítés fordítottan arányos a frekvenciával és {\displaystyle u_{ki}={\frac {1}{RC}}\int u_{be}dt\Longrightarrow } integráló elemként működik.
Ha {\displaystyle f=f_{0}}, akkor a kimeneti feszültség {\displaystyle u_{ki}} a bemeneti jel {\displaystyle u_{be}} lineárisan átvitt és integrált részének összege.
Ha {\displaystyle f<<f_{0}} akkor a kimeneti és bemeneti jel megegyezik: {\displaystyle u_{ki}=u_{be}}
Ha bevezetjük a {\displaystyle p=j\omega ;P=pRC;P={\frac {p}{\omega }}={\frac {j\omega }{\omega _{0}}}=j{\frac {f}{f_{0}}}} akkor az erősítés a következőképp alakul:
{\displaystyle A={\frac {1}{1+P}}}
Ha az igények meredekebb erősítés csökkenést kívánnak a vágási frekvencia közelében, akkor n aluláteresztő szűrőt kapcsolunk sorba:
ekkor az erősítés képlete:
{\displaystyle A={\frac {1}{(1+P_{1})(1+P_{2})(1+P_{3})...(1+P_{n})}}}

#### Aktív RC szűrő
Egy adott fokszám fölött nem érdemes több RC tagot összekapcsolni, mert az átvinni kívánt frekvenciatartományban is jelentősen lecsökken az átviteli szint. Ha nagyobb vágási meredekséget akarunk elérni, akkor erősítőáramkör beiktatásával kell aluláteresztő szűrőt készíteni. Egy lehetséges megvalósítás fázisfordító műveleti erősítővel:
Aktív aluláteresztő szűrőből tetszőleges darabszámú tagot kapcsolhatunk egymás után:

### LC szűrőként[1]

#### T topológia
T topológiájú aluláteresztő LC szűrő számítása
{\displaystyle Z_{0(f=0)}={\sqrt {\frac {L_{1}+L_{2}}{C_{1}}}}}
{\displaystyle f_{0}={\frac {1}{\pi {\sqrt {C_{1}(L_{1}+L_{2})}}}}}
{\displaystyle L_{1}+L_{2}={\frac {2Z_{0}}{\omega _{0}}}}
{\displaystyle C={\frac {2}{\omega _{0}Z_{0}}}}

### Programként
```
uint32_t
 
original
[
n
];
 
//Eredeti jelfolyam, 32bit bitmélységgel

uint32_t
 
target
[
n
];
   
//ebben a tömbben jelenik meg a szűrt változat

int
 
i
;

...

//Bemeneti paraméterek:

float
 
delta_T
,
 
R
,
 
C
;

...

float
 
alfa
 
=
 
delta_T
 
/
 
((
R
*
C
)
+
delta_T
);

target
[
1
]
=
alfa
*
original
[
1
];

for
(
i
=
2
;
i
<
n
;
i
++
){

   
target
[
i
]
 
=
 
alfa
*
original
[
i
]
+
(
1
-
alfa
)
*
target
[
i
-1
];

}

```